# I Am Not Okay with This (fumetto)
I Am Not Okay with This è un romanzo a fumetti di Charles Forsmann, pubblicato il 5 dicembre 2017 negli Stati Uniti da Fantagraphics Books. L'opera è stata tradotta in italiano dalla casa editrice 001 Edizioni e messa in commercio a partire dal 26 febbraio 2020.
Dal fumetto è stata tratta una serie televisiva omonima, I Am Not Okay with This, uscita nel 2020 e diretta da Jonathan Entwistle. Nonostante l'adattamento sia basato sulla storia originale, la serie si distacca molto dalla trama originale del fumetto, che risulta molto più cupa e tenebrosa.

## Trama
Sydney Novak è una ragazzina di 15 anni molto alta e magra, che non ama andare a scuola e che viene continuamente presa in giro e bullizzata dal fidanzato della sua migliore amica Dina, a causa del suo orientamento sessuale. Dina è l'unica persona con cui Sydney è effettivamente in contatto (anche se lei frequenta l'ultimo anno della loro scuola) e Sid sembra dimostrare una grande cotta verso di lei, nonostante Dina sia già fidanzata con Brad, il ragazzo più popolare dell'istituto. Sydney frequenta quotidianamente la psicologa della sua scuola, la signora Cappriotti, che le ha dato come compito quello di scrivere un diario personale al fine di sfogare in esso tutti i suoi pensieri. Sid (differentemente dalla serie) è consapevole di non essere come gli altri: nasconde infatti un potere soprannaturale, che la rende in grado di ferire gli altri alla testa e muovere a suo piacimento gli oggetti con la mente. Anche suo padre aveva questo dono, ma essendo un carico veramente grande da sopportare, per lui divenne assai difficile controllare i suoi impulsi, e così cadde in depressione a causa delle svariate azioni maligne che questo potere gli fece compiere. Nonostante lui fosse sempre "assente con la testa", Sydney amava suo padre, finché un giorno, nello scantinato del loro appartamento, quest'ultimo non le chiese di ucciderlo "telepaticamente" con il suo potere, cosa che Sydney fece. 
Da quel momento, il rapporto tra Sid e sua madre divenne davvero pesante, più di quanto già prima non fosse, così tanto da farle litigare almeno una volta ogni giorno. L'unico del suo quartiere con cui è sempre stata in contatto è Stanley Barber, che nella serie viene rappresentato come il suo vicino e compagno di avventure da quando sono piccoli, ma che in realtà nel fumetto è solo trattato come uno "scopamico", con cui fuma abitualmente sigarette ed erba. Un'altra persona con cui Sydney intrattiene rapporti sessuali è la cassiera di un discount, di nome Ryan: essa sarà l'ultima persona con cui andrà a letto, poiché, come dice lei stessa, ogni volta che sta per raggiungere l'orgasmo il suo potere diventa incontrollabile. 
Sidney un giorno si ritrova per caso a passeggiare davanti all'abitazione di Dina, da dove vede uscire Brad: lì scopre che il ragazzo pochi minuti prima aveva stuprato la sua migliore amica, che era rimasta a piangere e a fumare sul divano. Sid prova a consolare Dina abbracciandola e dicendole che avrebbe dovuto lasciare quel ragazzo, ma presa dall'impulso sessuale prova a baciare la sua amica, che rimane sconcertata e la sbatte una volta per tutte fuori di casa. Da quel giorno il rapporto tra Sydney e Dina non ha fatto altro che peggiorare, finché una sera, quest'ultima non scopre di essere rimasta incinta dopo le ripetute violenze sessuali subite. Dina lo confessa a Brad, il suo ragazzo che l'aveva stuprata, dopo che lui aveva chiesto per l'ennesima volta un rapporto: il ragazzo perde la testa, inizia ad insultarla e a minacciarla di morte, chiudendo la ragazza in macchina con sé ed iniziando a picchiarla e a tirarle ripetuti calci, finché quest'ultima non perde completamente i sensi e viene lasciata cadere per terra, sul ciglio della strada dove viene poi ritrovata. Dina viene portata d'urgenza al pronto soccorso affinché le lacerazioni e le lesioni possano guarire, e viene successivamente raggiunta da Sydney, che voleva vedere se si fosse ripresa. Lì le due si riconciliano e fanno pace, ma per Sid quello non bastava. Tutti i suoi pensieri e le sue continue paranoie vengono rappresentate come una gigantesca ombra che la perseguita, anche all'uscita dall'ospedale, dove prende una decisione: quella notte corre nel luogo in cui Brad lavora, sorprendendolo assieme ad un suo collega che inizia a prenderla in giro chiamandola "frocia" e "stramba". Sydney però, accecata dalla rabbia e dalla voglia di vendetta, con il suo potere scaraventa il collega di Brad contro una parete facendogli perdere i sensi, e poi uccide quest'ultimo, provocandogli un aneurisma celebrare che lo butterà in pochi minuti a terra.
Dopo aver commesso l'omicidio, Sydney va a fumare un po' di erba da Stanley per liberarsi la mente, non avendo ancora realizzato che cosa fosse appena successo. Successivamente va nella cantina della sua abitazione per accovacciarsi nello stesso punto in cui suo padre era morto, ma viene beccata da sua madre, che provando molta pena per lei la invita a dormire nel suo letto per quella notte. Il giorno dopo Sid, per la pura curiosità di vedere quanta gente avrebbe pianto, decide di partecipare al funerale di Brad, ma lì assiste ad una scena che segnerà il suo declino: Dina stava singhiozzando in modo veramente brutto vicino al cadavere di Brad, triste per la sua morte, nonostante tutto quello che lui le aveva fatto.
Sydney perde il senno, voleva partecipare alla veglia funebre per dispiacersi di un bullo, ma è uscita sentendosi il peso di essere un'assassina sulle spalle. Avendo finito l'erba, si reca da Ryan nonostante l'ultima volta che si erano viste non fosse finita bene e avessero smesso di cercarsi. Quest'ultima, in preda alla furia, sbatte Sydney fuori di casa, che come ultima speranza ha un dialogo con la psicologa della sua scuola.
Anche quest'ultima, però, furibonda a causa del comportamento procrastinante della ragazza verso le materie scolastiche, fa uscire a forza Sydney dal suo ufficio. Dopo aver cercato di confessarsi alla polizia senza alcun risultato, alla fine, Sid non trova più una ragione per vivere. Il suo potere la stava consumando viva, assieme all'ansia e alle paranoie. Dina non le parlava più da quando era avvenuto quell'incidente con Brad, e ucciderlo non aveva portato a nulla di buono.
La notte di quello stesso giorno, Sydney sveglia il suo fratellino, Liam, per chiedergli se avesse mai avuto dei forti mal di testa e per accertarsi che anche lui non avesse il suo stesso potere. A quel punto, prende il diario, un panino e una felpa, e si incammina verso il monte Susquanna. Lì, la mattina presto, decide di scrivere le ultime pagine del suo diario e lasciarlo su una torretta assieme al panino. Successivamente, stufa di essere insultata ed emarginata, e pensando di essere solo un problema inutile per il mondo, decide di suicidarsi con il suo stesso potere, facendosi saltare la testa in aria.